# Heinrich Weule
Heinrich Weule (* 10. Mai 1816 in Alt Wallmoden; † 5. September 1896 ebenda) war ein deutscher Maschinenfabrikant.

## Leben
Heinrich Weule erlernte nach dem Besuch der Dorfschule bei seinem Vater in Alt Wallmoden das Drechslerhandwerk. Wie sein Bruder Johann Friedrich war er wohl auch als Uhrmacher tätig. Nach dem Tod des Vaters übernahm er 1850 die Werkstatt und erwarb 1857 den Mackensen'schen Hof, auf dessen Grundstück er eine Pumpen- und Maschinenfabrik errichtete. Weule lieferte die ersten Wasserleitungen für den Flecken Salzgitter und die Stadt Bockenem und entwickelte eine automatische Selbsttränke für Stallungen, die später bis nach Niederländisch-Indien exportiert wurde. Der Maschinenbau begann mit dem Bau von Anlagen für die Tonverarbeitung. Weiterhin stellte das Unternehmen Hohlsteinpressen und Pressen zur Herstellung von Drainageröhren her. 1880 übergab Weule die Firma seinen Söhnen Wilhelm und Fritz Weule.